# Sagan om ringen - rollspelet
Sagan om ringen - rollspelet (SRR) är en svensk översättning och omarbetning av det engelska rollspelet Middle-earth Role Playing (MERP), som var en version av det kända rollspelet Rolemaster. Grundreglerna gavs ut av Äventyrsspel 1986 och utgivning av material fortsatte fram till 1990.
Spelet kom ut i två utgåvor, 1986 och 1987 varav skillnaden endast var på omslagsbilden på boxen. Båda bilderna är gjorda av Angus McBride .
Spelet bantades ordentligt på regler från MERP och fick säregna drag. Något som är relativt unikt för Sagan om ringen - Rollspelet är skadetabellerna. Vid viss så kallad allvarlig skada gavs ofta en sarkastisk och absurd kommentar.

## Lista över utgivet material
- Grundregler (1986) - Första utgåvan, box med tre böcker
- Grundregler (1987) - Andra utgåvan, box med tre böcker.
- Tharbad - äventyr (1987)
- Rohan - kampanjmodul (1988)
- Södra Mörkmården - kampanjmodul (1988)
- Mordors portar - äventyr (1989)
- Fasornas träsk - äventyr (1989)
- Öknens krigsherrar - äventyr (1989)
- Skogens vildmän - äventyr (1990)
- Anduins vålnad - äventyr (1990)
- Gundabad - äventyr och kampanjmodul (1990)